# ProfiFoto
ProfiFoto, das Magazin für professionelle Fotografie, ist eine monatlich erscheinende Fachzeitschrift.
Die Fotofachzeitschrift ProfiFoto ging 1979 aus dem Branchenmagazin Fachkontakt hervor. Der Fachkontakt erschien erstmals 1969 im GFW Verlag Düsseldorf (Gesellschaft für Fachbücher und Werbedruck mbH). Verantwortlicher Redakteur der ersten Ausgabe war Ludwig Knülle, der 1971 diese Position an Volker Wachs weitergab. Von 1976 bis 1979 übernahm Rainer Schilling die Redaktionsleitung.
Mit der Ausgabe 1/1979 wurde der Fachkontakt in ProfiFoto umbenannt. Der neue Titel dokumentierte die enge Verbindung der Fachzeitschrift mit ihrem Leserkreis. Von Anfang an stehen kreative, technische, kulturelle sowie berufsständische Aspekte der professionellen Fotografie im Fokus der redaktionellen Beiträge. ProfiFoto war von 1979 bis 1991 offizielles Organ des Centralverbands Deutscher Berufsphotographen.
Verantwortlicher Redakteur der ProfiFoto war zunächst Jürgen G. Gumprich, der mit der ProfiFoto-Ausgabe 6/1990 die redaktionelle Verantwortung an Thomas Gerwers übergab.
Seit 1991 ist die ProfiFoto eine der Mitgliederzeitschriften der TIPA (Technical Image Press Association). Seit 1998 bekleidet ProfiFoto-Chefredakteur Thomas Gerwers einen der Vorstandsposten, seit 2008 ist er Vorstandsvorsitzender der TIPA. 1996 ging ProfiFoto Online an den Start, 1997 wurde das ProfiFoto Spezial zu Sonderthemen als „Heft im Heft“ eingeführt. Seit 2002 erscheint ProfiFoto bei der GFW PhotoPublishing GmbH in Düsseldorf, bis September 2005 sechs Mal im Jahr, dann wurde die Erscheinungsweise auf zehn Ausgaben im Jahr erhöht. Seit 1996 wird ProfiFoto vom Redaktionsbüro GRG redaktionell betreut.
2001 erschien ProfiFoto erstmals mit beigelegter Multimedia-CD-ROM. Seit 2010 ist die ProfiFoto Interactive App für iPad erhältlich. Seit 2012 kann ProfiFoto neben der gedruckten Variante auch als plattformübergreifendes E-Paper bezogen werden.